# Åkerneset

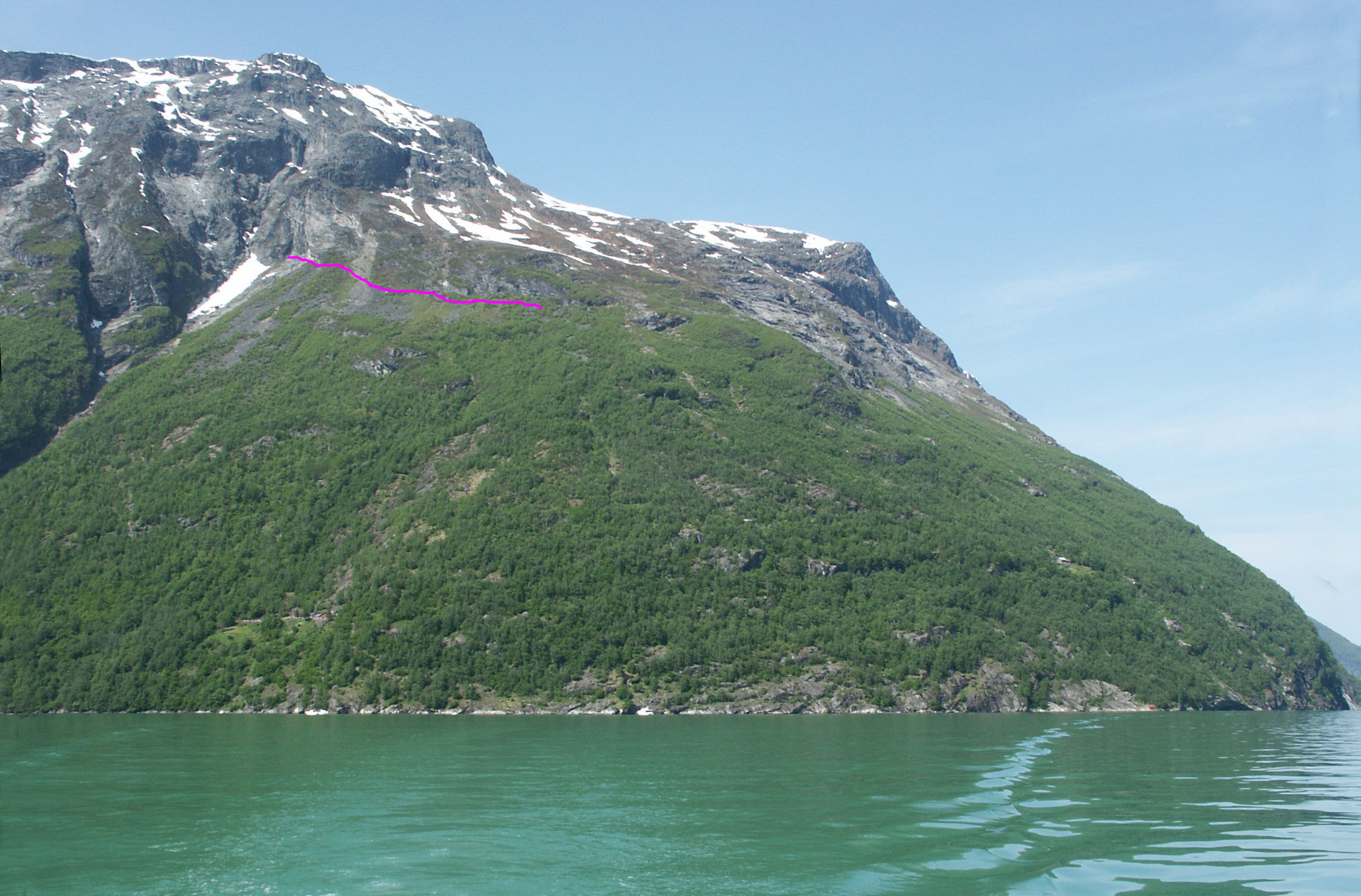
Åkerneset, med sprickan markerad i rosa.

Åkerneset eller Åkneset är ett fjällmassiv i Møre og Romsdal fylke i västra Norge. 
Fjället har sprickor som utvidgas successivt och det finns farhågor om att stora delar av berget ska rasa ned i fjorden nedanför och skapa en katastrofal tsunamiliknande flodvåg i fjordsystemet. Det skulle hota kända turistorter i Geirangerfjorden, med potentiellt höga dödssiffror.
Inom riskområdet bor 3 000 personer. Så mycket som 100 miljoner kubikmeter sten kan i det värsta scenariot falla ned i fjorden, och flodvågen kan bli så hög som 40 meter.
I regionen finns flera historiska exempel på sådana allvarliga olyckor. Tafjordolyckan i april 1934 krävde 40 människoliv när hus spolades bort av 16–17 meter höga vågor. Vågorna var över 60 meter höga närmast rasplatsen. År 1731 skedde en liknande stor olycka i Skafjell. Den norska geologiska myndigheten bedömer att det är sannolikt att det sker 2–3 stora bergskred i Norge de närmaste 100 åren, och att vart och ett av dessa kan kosta 20-200 personer livet.
För att försöka begränsa faran för personer i området har det installerats mätutrustning på fjället och en övervakningscentral har inrättats i Stranda kommun. En säkerhetszon har upprättats och alla boende och alla arbetsplatser i området har kartlagts. Om snabb evakuering blir aktuell kommer alla dessa att bli uppringda och få en inspelad varning som meddelar vad som måste göras. 

## Som drama
Baserad på ett sådant katastrofscenario gjordes 2015 en norsk spelfim som utspelades i området. Vågen på Internet Movie Database (engelska). Filmen visades på SVT / SVTPlay två gånger under 2019.